# Sentadas en Charleston
Las sentadas de Charleston fueron una serie de protestas pacíficas durante el movimiento de sentadas, parte del movimiento por los derechos civiles, de la década de 1960 en Charleston, Carolina del Sur. A diferencia de otras sentadas en el sur, donde los manifestantes eran principalmente estudiantes universitarios, los manifestantes en Charleston eran sobre todo estudiantes de educación secundaria (high school). La primera protesta de este tipo fue una sentada en el mostrador de un restaurante por parte de estudiantes de secundaria de Charleston, y protestas similares continuaron desde entonces.

## Sentada inicial de S.H. Kress
El 1 de abril de 1960, 24 jóvenes, 16 hombres y 8 mujeres, de la escuela secundaria Burke llegaron a la tienda S.H. Kress en King Street y se sentaron en un mostrador de almuerzo con capacidad para 52 personas en la parte trasera de la tienda. A las 10:45 am, los estudiantes tomaron asientos consecutivos en el mostrador y no se rehusaron a salir. Durante la tarde, los estudiantes tararearon canciones, recitaron el Padre Nuestro y el Salmo 23. A las 16.45 horas, una persona anónima llamó por teléfono para avisar de una posible bomba y la policía evacuó la tienda con unos 100 clientes. Después de una búsqueda, no se encontró ninguna bomba. Los estudiantes no se fueron, por lo que la policía los arrestó por invasión. A cada estudiante se le pidió una fianza de 10 dólares, que J. Arthur Brown, de la NAACP, pagó por ellos. Los estudiantes fueron John Bailey, James Gilbert Blake, Jenniesse Blake, Andrew Brown, Deloris Brown, Minerva Brown, Charles Butler, Mitchell Christopher, Allen Coley, Corelius Fludd, Harvey Gantt, Joseph Gerideau, Kennett Andrew German, Cecile Gordon, Annette Graham, Alfred Hamilton, Caroline Jenkins, Francis Johnson, Joseph Jones, Alvin Delford Latten, Verna Jean McNeil, David Paul Richardson, Arthuree Singleton y Fred Smalls.

## Reacción pública
El periódico de Charleston respondió con un fuerte editorial contra la manifestación:

La policía de la ciudad no quiso detener a los estudiantes, aunque sus payasadas al citar oraciones y pasajes bíblicos estaban calculadas para perturbar el normal funcionamiento de una empresa respetable. Cuando los estudiantes se negaron a seguir adelante después de cerrar la tienda, la policía se vio obligada a realizar los arrestos por lo que los estudiantes habían venido en primer lugar.

Estamos seguros de que los ciudadanos serios y respetables de ambas razas se sienten avergonzados por la dramatización deliberada de la división racial que en el pasado se ha aceptado por consenso. Al negarse a acatar las costumbres que han preservado la paz y la armonía generales, los estudiantes de aquí y de otros lugares están obligando al público a establecer un nuevo conjunto de costumbres.

## Actividades subsiguientes
Las sentadas en los mostradores de los restaurantes continuaron. El 25 de julio de 1960, a 11 estudiantes negros se les negó el servicio en el mostrador de comida W.T. Grant en 374 King Street. El 26 de julio de 1960, unos 20 estudiantes llegaron al mostrador de almuerzo del condado de F.W. Woolworth, pero se les negó el servicio; la tienda quitó los taburetes del mostrador y los reemplazó solo cuando un cliente blanco llegó para proporcionarle un asiento. Algunos días no hubo sentadas, pero los estudiantes hicieron piquetes en los comercios o se manifestaron. Las protestas continuaron hasta 1961, cuando nueve estudiantes fueron arrestados en febrero de 1961 y multados con 75 dólares o 30 días de cárcel. El 11 de febrero de 1961, 14 estudiantes de Burke High School, Immaculate Conception High School y Bonds-Wilson High School fueron acusados de invasión de propiedad privada cuando se negaron a abandonar el mostrador de almuerzo de la tienda Kress en King Street. La NAACP pagó las fianzas de nueve de los estudiantes; cuatro manifestantes más jóvenes fueron puestos en libertad bajo la custodia de sus padres.